# 国府村立宇津江小学校
国府村立宇津江小学校 （こくふそんりつ うつえしょうがっこう）は、かつて岐阜県吉城郡国府村（後の国府町。現・高山市）に存在した公立小学校。

## 概要
- 1961年、国府小学校に統合され廃校。
- 校舎は1962年まで国府小学校宇津江分教室と使用された。その後、学校法人愛知淑徳学園に売却され、愛知淑徳学園の林間学舎として使用されていたが、1984年3月24日に生徒の合宿中の出火により全焼し、現存しない[1]。跡地は2019年現在も愛知淑徳学園の管理地である。

## 沿革
学制発足時、宇津江村は栗原学校に通学していた。
- 1880年（明治13年）4月 - 宇津江小学校として開校。校舎は買い上げた民家[注釈 3]を使用。
- 1885年（明治18年）4月25日 - 国府村大字宇津江字塚田[注釈 4]に新築移転。
- 1886年（明治19年）12月 - 宇津江簡易科小学校に改称する。
- 1890年（明治23年）10月 - 宇津江尋常小学校に改称する。
- 1895年（明治28年） - 金桶尋常小学校に合併の計画が検討されたが、反対により実施されなかった。
- 1914年（大正3年）10月5日 - 国府村大字宇津江字妙ヶ谷[注釈 5]に新築移転。
- 1916年（大正5年）4月 - 農業補習学校を併設する。
- 1938年（昭和13年）6月18日 - 現在地に新築移転。
- 1941年（昭和16年）4月1日 - 宇津江国民学校に改称する。
- 1947年（昭和22年）4月1日 - 国府村立宇津江小学校に改称する。
- 1961年（昭和36年）
  - 3月25日 - 閉校式。
  - 3月31日 - 国府小学校に統合され、廃校。